# 玉川インターチェンジ (東京都)
座標: 北緯35度36分24秒 東経139度38分24秒 / 北緯35.60667度 東経139.64000度

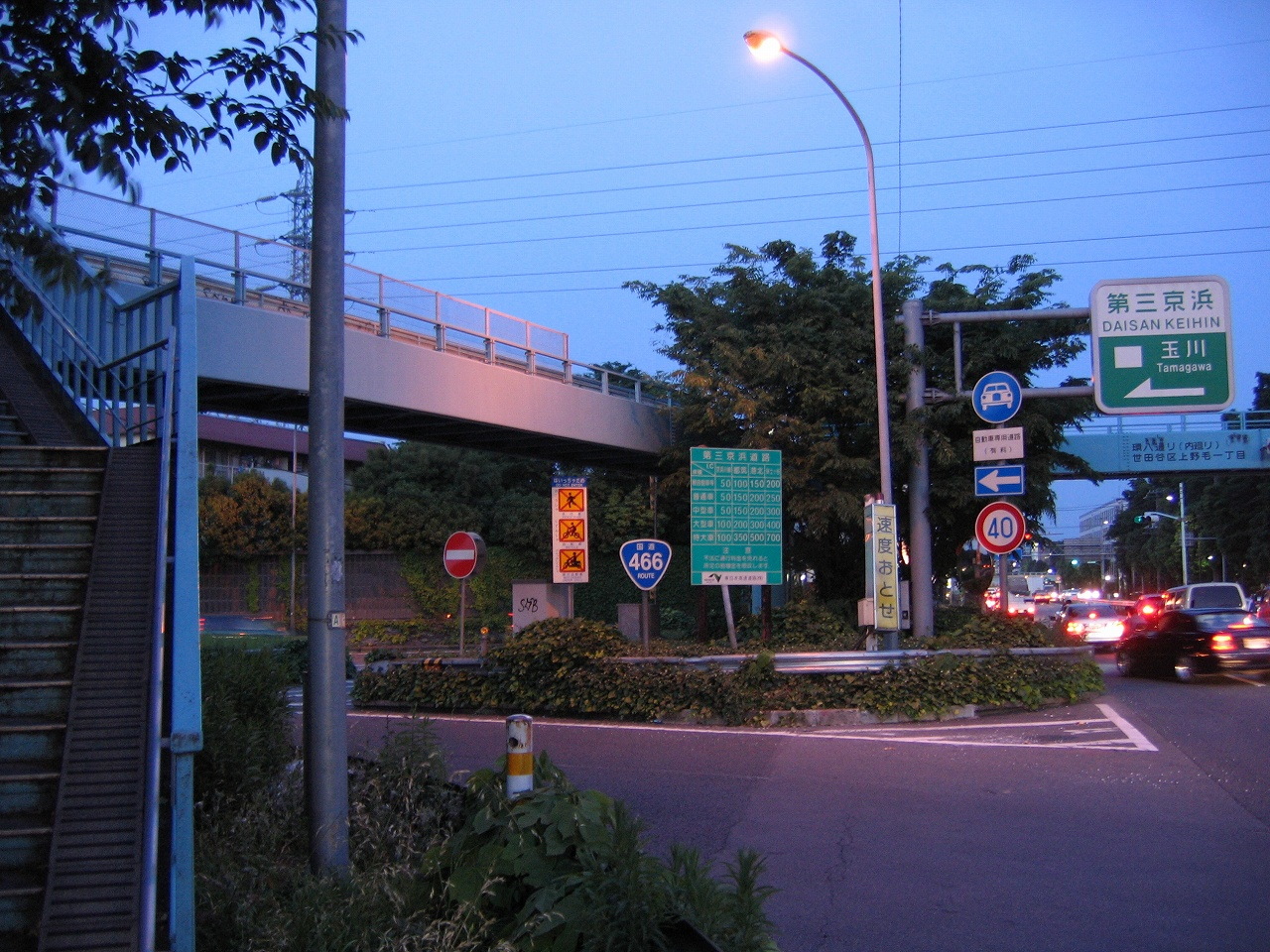
玉川インターチェンジ下り線入口（2007年5月24日撮影）

玉川インターチェンジ（たまがわインターチェンジ）は、東京都世田谷区野毛にある第三京浜道路のインターチェンジ。第三京浜道路の起点であり、唯一東京都内にあるインターチェンジである。
首都高速道路との接続はない。環八通りを経由して最寄りの首都高速3号渋谷線用賀出入口を利用することになるが、中間地点となる瀬田交差点は東京都内有数の渋滞の名所である。
土曜夜22時から日曜朝7時までは、接続する環八通りの規制上、大型貨物自動車等の当ICの通行ができない。

## 道路
- E83 第三京浜道路(1番)

### 直接接続
- 東京都道311号環状八号線（環八通り）

### 環八通り経由
- 東京都道312号白金台町等々力線（目黒通り）
- 国道246号（玉川通り）
- E1 東名高速道路東京インターチェンジ
- 首都高速3号渋谷線用賀出入口

## 歴史
- 1964年10月6日 : 玉川インターチェンジから京浜川崎インターチェンジまでの開通に伴い開設。 
  - 当地にインターチェンジを設けたのは、将来的に延伸予定であった首都高速五反田線（現：首都高速2号目黒線）あるいは首都高速3号渋谷線との接続を考慮してのものである[2]。

## 周辺
- 上野毛駅
- 等々力駅
- 多摩美術大学

## 隣
E83 第三京浜道路
(1)玉川IC - 玉川TB - (2)京浜川崎IC